# Marisa Sannia
Marisa Sannia (1947. február 15., Iglesias, Szardínia, Olaszország – 2008. április 14., Cagliari, Szardínia, Olaszország) olasz könnyűzenei énekesnő, aki az életét nagyrészt Szardínián élte le. Sikeres popénekesnőként kezdte a pályáját, az 1960-as években, első nagy sikerét a sanremói Dalfesztiválon aratta Don Backy Casa bianca című dalával, amelyet Ornella Vanonival közösen vitt diadalra, és amely később magyar nyelven is sikerdal volt Ambrus Kyri előadásában. A Walt Disney rajzfilmek slágereinek olasz nyelvű tolmácsolója; további slágerei voltak még: Una lacrima, La compagnia, L'amore è una colomba, Com'è dolce la sera stasera, La mia terra, Amore, amore. Később nemcsak előadóként, hanem dalszerzőként, színésznőként, végül művészeti kutatóként is tevékenykedett; a könnyűzene mellett a népzenét és az etno-popot is művelte, olasz és szárd nyelven. Hatvankettedik életévében hunyt el Cagliariban.

## Élete

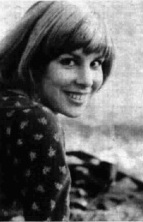

Énekesi pályája az 1960-as évek elején indult, amikor az addig sikeres kosárlabdázó tinilány megnyert egy dalversenyt, aminek eredményeként lehetőséget kapott lemezszerződés megkötésére a Fonit Cetra kiadóval. Első televíziós fellépése 1967-ben történt, ennek hatására még abban az évben további kislemezei jelentek meg – egyikkel elnyerte a lemezkritikusok díját –, és részt vehetett a Festivalbaron is, ahol harmadik helyezett lett a fiatal előadók között. Felfedezői Sergio Endrigo és Luis Enriquez Bacalov, akik első éveiben útját egyengették. Népszerűsége 1968-ban tovább emelkedett, amikor második helyen végzett a Sanremói Dalfesztiválon, Don Backy Casa bianca című dalával. A szám magyar nyelven is sláger lett Ambrus Kyri tolmácsolásában, Van egy kicsi házikó címmel (ebben a változatában elhangzott Tarr Béla Panelkapcsolat című filmjében is), és a fesztiválsikerek hatására Pietro Germi Alfredo, Alfredo című mozifilmjében is elhangzik.
Első nagylemeze sanremói sikerét követően jelent meg, 1968-ban, Marisa Sannia címmel, a Fonit Cetránál; ezt két év múlva követte a második nagylemeze, amelyet a CGD kiadó adott ki Marisa Sannia canta Sergio Endrigo... e le sue canzoni címmel. Közben néhány filmben is szerepet vállalt, illetve különféle zenei rendezvényeken működött közre. Az 1970-es évek elejétől érdeklődése a színpadi zenélés felé fordult, két sikeres musicalben is szerepelt. Részt vett egy gyerekeknek szóló lemez elkészítésében, 1973-ban pedig újabb nagylemeze jelent meg, ezúttal az EMI Italiánánál, amelyen Walt Disney-filmek dalait énekelte, címe pedig Marisa nel Paese delle Meraviglie (Marisa Csodaországban) volt. Negyedik, 1976-ban kiadott albuma, amely a La pasta scotta címet viselte, és a CBS lemezkiadó jelentette meg, már saját szerzeményű dalait tartalmazta. Az 1980-as években ismét közreműködött néhány tévéfilmben, többek között egy George Sand-ról szóló filmdrámában, majd 1984-ben ismét fellépett a sanremói fesztiválon, ami után hosszú időre visszavonult a színpadtól.
Közel egy évtizedes hallgatás után, 1993-ban adta ki első CD-jét, Sa oghe de su Entu e de su mare címmel; a korongon szereplő dalok egy, a 20. század első felében élt, szárd nyelven alkotó költő verseire születtek meg. 1997-ben újabb CD-je jelent meg Melagranàda címmel, ennek dalszövegeit Francesco Masala két nyelven alkotó kortárs szárd költő szerezte. Harmadik, 2003-ban kiadott CD-je szintén szárd nyelven született meg, Nanas e Janas címmel, ennek dalait és dalszövegeit is ő maga szerezte; ebben az időben már aktívan kutatta is a szardíniai nyelvi és zenei hagyományokat. Utolsó lemeze már posztumusz jelent meg, 2008 novemberében, Rosa de papel címen; a 12 dalból álló CD Federico García Lorca életének és költészetének állított emléket.
Gyors lefolyású, súlyos betegségben halt meg, 2008. április 14-én.

## Diszkográfia

### Nagylemezek
- Marisa Sannia (Fonit Cetra, 1968)
- Marisa Sannia canta Sergio Endrigo e le sue canzoni (CGD, 1970)
- Marisa nel paese delle meraviglie (EMI Italiana, 1973)
- La pasta scotta (CBS, 1976)

### CD-k
- Sa oghe de su entu e de su mare (Tekno Record, 1993)
- Melagranàda (Nar, 1997)
- Nanas e janas (Nar, 2003)
- Rosa de papel (Felmay) (2008)

## Filmográfia
- 1967 – I ragazzi di Bandiera Gialla (rendezte Mariano Laurenti)

## Fordítás
- Ez a szócikk részben vagy egészben  a   Marisa Sannia című angol Wikipédia-szócikk fordításán alapul.  Az eredeti cikk szerkesztőit annak laptörténete sorolja fel. Ez a jelzés csupán a megfogalmazás eredetét és a szerzői jogokat jelzi, nem szolgál a cikkben szereplő információk forrásmegjelöléseként.